# Интеграл Пуассона
Интегра́л Пуассо́на — общее название математических формул, выражающих решение краевой задачи или начальной задачи для уравнений с частными производными некоторых типов.

## Задача Дирихле для уравнения Лапласа
Интеграл Пуассона для задачи Дирихле для уравнения Лапласа в шаре выглядит следующим образом.
Пусть для гармонической в шаре функции u(r, φ) поставлено условие равенства на границе функции u0: u(R, φ) = u0(φ), при этом функции принадлежат следующим классам гладкости: {\displaystyle u(r,\varphi )\in C^{2}(D)\cap C({\overline {D}}),\ u_{0}(\varphi )\in C^{1}(\partial D)}, где ∂D — граница шара D, а {\displaystyle {\overline {D}}} — его замыкание. Тогда решение такой задачи Дирихле представимо в виде интеграла Пуассона:
{\displaystyle u(r,\varphi )={\frac {R^{2}-r^{2}}{\omega _{n}R}}\int \limits _{\partial D}{\frac {u_{0}(\psi )}{|r-\psi |^{n}}}\,dS(\psi ),\ r\in [0;R),}
где ωn — площадь единичной сферы, а n — размерность пространства.

### Вывод формулы в двумерном случае
Известно, что функция
{\displaystyle u(r,\varphi )=a_{0}+\sum _{n=1}^{\infty }\left({\frac {r}{R}}\right)^{n}(a_{n}\cos n\varphi +{\tilde {a}}_{n}\sin n\varphi )}
является решением задачи Дирихле для уравнения Лапласа в круге. Преобразуем это выражение с учётом выражений для коэффициентов Фурье:
{\displaystyle u(r,\varphi )={\frac {1}{2\pi }}\int \limits _{0}^{2\pi }u_{0}(\psi )d\psi +{\frac {1}{\pi }}\sum _{n=1}^{\infty }\left({\frac {r}{R}}\right)^{n}\left(\cos n\varphi \int \limits _{0}^{2\pi }u_{0}(\psi )\cos n\psi d\psi +\sin n\varphi \int \limits _{0}^{2\pi }u_{0}(\psi )\sin(n\psi )d\psi \right)=}{\displaystyle ={\frac {1}{\pi }}\int \limits _{0}^{2\pi }u_{0}(\psi )\left(\sum _{n=1}^{\infty }\left({\frac {r}{R}}\right)^{n}(\cos n\varphi \cos n\psi +\sin n\varphi \sin n\psi )\right)d\psi +{\frac {1}{2\pi }}\int \limits _{0}^{2\pi }u_{0}(\psi )d\psi =}{\displaystyle ={\frac {1}{\pi }}\int \limits _{0}^{2\pi }u_{0}(\psi )\left({\frac {1}{2}}+\sum _{n=1}^{\infty }\left({\frac {r}{R}}\right)^{n}\cos n(\varphi -\psi )\right)d\psi .}
Последнюю сумму можно вычислить при 0≤r<R:
{\displaystyle {\frac {1}{2}}+\sum _{n=1}^{\infty }\left({\frac {r}{R}}\right)^{n}\cos n(\varphi -\psi )={\frac {1}{2}}+\operatorname {Re} \sum _{n=1}^{\infty }\left({\frac {r}{R}}e^{i(\varphi -\psi )}\right)^{n}={\frac {1}{2}}+\operatorname {Re} {\frac {{\frac {r}{R}}e^{i(\varphi -\psi )}}{1-{\frac {r}{R}}e^{i(\varphi -\psi )}}}=}{\displaystyle ={\frac {1}{2}}+\operatorname {Re} {\frac {{\frac {r}{R}}e^{i(\varphi -\psi )}\left(1-{\frac {r}{R}}e^{-i(\varphi -\psi )}\right)}{1-2{\frac {r}{R}}\cos(\varphi -\psi )+\left({\frac {r}{R}}\right)^{2}}}={\frac {R^{2}-r^{2}}{2\left(R^{2}+r^{2}-2Rr\cos(\varphi -\psi )\right)}}.}
Таким образом, в преобразованном виде интеграл Пуассона для круга приобретает вид:
{\displaystyle u(r,\varphi )={\frac {R^{2}-r^{2}}{2\pi }}\int \limits _{0}^{2\pi }{\frac {u_{0}(\psi )d\psi }{R^{2}+r^{2}-2Rr\cos(\varphi -\psi )}},\ r\in [0,R).}
Также формула может быть получена методом конформных отображений. Действительная и мнимая часть голоморфной на области {\displaystyle U} функции удовлетворяют на ней двумерному уравнению Лапласа. Известно, что при конформном отображении области {\displaystyle U} плоскости {\displaystyle z=x+iy} на область {\displaystyle V} плоскости {\displaystyle w=\xi +i\eta } уравнение Лапласа для функции {\displaystyle u(x,y)} переходит в уравнение {\displaystyle \triangle u(\xi ,\eta )=0}. С помощью дробно-линейной функции легко получить отображение исходного круга радиуса {\displaystyle R} на единичный круг, при котором произвольная точка {\displaystyle z_{0}=r_{0}e^{i\varphi _{0}}} переходит в центр. Такая функция имеет вид:
{\displaystyle w=\rho e^{i\psi }=f(z)=\lambda {\frac {z-z_{0}}{z-{\frac {R^{2}}{{\bar {z}}_{0}}}}}=\lambda {\frac {z-r_{0}e^{i\varphi _{0}}}{z-{\frac {R^{2}}{r_{0}}}e^{i\varphi _{0}}}},}
где {\displaystyle \lambda } выбирается так, чтобы граничные точки исходного круга перешли в точки {\displaystyle |w|=1}, при этом {\displaystyle |\lambda |={\frac {R}{r_{0}}}}, а {\displaystyle {arg}(\lambda )} произволен. Искомая функция {\displaystyle u(r,\varphi )} перейдёт в функцию {\displaystyle U(\rho ,\psi )}. Граничная функция {\displaystyle u_{0}(\varphi )} перейдёт в {\displaystyle U_{0}(\psi )=u_{0}(\varphi (1,\psi ))}. Тогда по теореме о среднем:
{\displaystyle u(r_{0},\varphi _{0})=U\vert _{w=0}={\frac {1}{2\pi }}\int \limits _{0}^{2\pi }U_{0}(\psi )d\psi .}
Из этого выражения можно получить явное выражение для решения задачи Дирихле в круге, если выразить {\displaystyle U_{0}(\psi )} через
{\displaystyle u_{0}(\varphi )}. Для граничных точек круга {\displaystyle |z|\leqslant R} и круга {\displaystyle |w|\leqslant 1} формула дробно-линейного преобразования даёт
{\displaystyle e^{i\psi }={\frac {R}{r_{0}}}{\frac {Re^{i\varphi }-r_{0}e^{i\varphi _{0}}}{Re^{i\varphi }-{\frac {R^{2}}{r_{0}}}e^{i\varphi _{0}}}},}
откуда
{\displaystyle d\psi ={\frac {R^{2}-r_{0}^{2}}{R^{2}+r_{0}^{2}-2Rr_{0}\cos(\varphi -\varphi _{0})}}d\varphi .}
Производя замену переменной в интеграле, получим искомое выражение:
{\displaystyle u(r_{0},\varphi _{0})={\frac {1}{2\pi }}\int \limits _{0}^{2\pi }{\frac {R^{2}-r_{0}^{2}}{R^{2}+r_{0}^{2}-2Rr_{0}\cos(\varphi -\varphi _{0})}}u_{0}(\varphi )d\varphi ,\ r_{0}\in [0,R).}
Это выражение эквивалентно вышеприведённому:
{\displaystyle u(r,\varphi )={\frac {R^{2}-r^{2}}{2\pi }}\int \limits _{0}^{2\pi }{\frac {u_{0}(\psi )d\psi }{R^{2}+r^{2}-2Rr\cos(\varphi -\psi )}},\ r\in [0,R).}

## Задача Коши для уравнения теплопроводности

### Однородное уравнение
Рассмотрим задачу Коши для однородного уравнения теплопроводности:
| {\displaystyle {\begin{array}{l}\displaystyle {\frac {\partial u}{\partial t}}-a^{2}\Delta u=0,\quad x\in \mathbb {R} ^{n},\;t>0,\\{}\qquad u(x,\;0)=\varphi (x),\quad x\in \mathbb {R} ^{n},\\\end{array}}} |

где {\displaystyle \varphi (x)} — начальная функция, непрерывная и ограниченная на всём пространстве, и искомая функция {\displaystyle u=u(x,t)} является непрерывной и ограниченной при {\displaystyle t\geq 0} и всех значениях аргумента {\displaystyle x}.
Фундаментальным решением или ядром уравнения теплопроводности называется решение задачи Коши для однородного уравнения теплопроводности с начальным условием {\displaystyle \varphi (x)=\delta (x)}, где {\displaystyle \delta (x)} — дельта-функция Дирака. Оно имеет вид:
{\displaystyle \Phi (x,t)={\frac {1}{(2a{\sqrt {\pi t}})^{n}}}\exp {\biggl (}-{\frac {|x|^{2}}{4a^{2}t}}{\biggr )},\ \ x\in \mathbb {R} ^{n},\ t>0.}
где {\displaystyle |x|^{2}=x_{1}^{2}+\cdots +x_{n}^{2}} — стандартный скалярный квадрат вектора {\displaystyle x\in \mathbb {R} ^{n}}.
Интеграл Пуассона задаёт единственное непрерывное и ограниченное решение данной задачи Коши по следующей формуле:
{\displaystyle u(x,t)=\int \limits _{\mathbf {R} ^{n}}\Phi (x-y,t)\,\varphi (y)\,dy={\frac {1}{(2a{\sqrt {\pi t}})^{n}}}\int \limits _{\mathbf {R} ^{n}}\exp {\biggl (}-{\frac {|x-y|^{2}}{4a^{2}t}}{\biggr )}\,\varphi (y)\,dy.}

### Неоднородное уравнение
Рассмотрим задачу Коши для неоднородного уравнения теплопроводности:
| {\displaystyle {\begin{array}{l}\displaystyle {\frac {\partial u}{\partial t}}-a^{2}\Delta u=f(x,t),\quad x\in \mathbb {R} ^{n},\;t>0,\\{}\qquad u(x,\;0)=\varphi (x),\quad x\in \mathbb {R} ^{n}.\\\end{array}}} |

В этом случае интеграл Пуассона имеет вид:
{\displaystyle u(x,t)={\frac {1}{(2a{\sqrt {\pi t}})^{n}}}\int \limits _{\mathbf {R} ^{n}}\exp {\biggl (}-{\frac {|x-y|^{2}}{4a^{2}t}}{\biggr )}\,\varphi (y)\,dy+}
{\displaystyle +\int \limits _{0}^{t}\int \limits _{\mathbf {R} ^{n}}{\frac {1}{(2a{\sqrt {\pi (t-s)}})^{n}}}\exp {\biggl (}-{\frac {|x-y|^{2}}{4a^{2}(t-s)}}{\biggr )}\,f(y,s)\,dy\,ds.}

## Обобщения
По теореме Римана об области, связная односвязная область в {\displaystyle \mathbb {C} } конформно эквивалентна диску с метрикой Пуанкаре, то есть плоскости Лобачевского. Она допускает описание как однородное пространство, а именно {\displaystyle \mathrm {SO} (2,1)/\mathrm {SO} (2)}. Его ближайшими родственниками служат многомерное пространство Лобачевского {\displaystyle \Lambda ^{n+1}=\mathrm {SO} (n+1,1)/\mathrm {SO} (n+1)}, а также комплексное {\displaystyle \Lambda _{\mathbb {C} }^{n+1}=\mathrm {SU} (n+1,1)/\mathrm {SU} (n+1)} и кватернионное {\displaystyle \Lambda _{\mathbb {H} }^{n+1}=\mathrm {Sp} (n+1,1)/\mathrm {Sp} (n+1)} пространства Лобачевского.
В случае вещественного пространства Лобачевского аналог преобразования Пуассона для внешних форм Картана был найден П.-И. Гэйяром. Оно сопоставляет внешней форме, определённой на абсолюте, гармоническую козамкнутую форму на пространстве Лобачевского. Именно, пространство {\displaystyle \Lambda ^{n+1}\times S^{n}}, где {\displaystyle S^{n}=\partial \Lambda ^{n+1}} — абсолют, является однородным пространством для группы {\displaystyle \mathrm {SO} (n+1,1)/\mathrm {SO} (n+1)}. На нём имеются инвариантные внешние формы {\displaystyle \pi _{k}\in \Omega ^{k,n-k}(\Lambda ^{n+1}\times S^{n})} (то есть такие, которые, быть может, принимают ненулевые значения только при подстановке в них {\displaystyle k} векторных полей, касающихся сомножителя {\displaystyle \Lambda ^{n+1}} и {\displaystyle n-k} векторных полей, касающихся сомножителя-абсолюта). Если {\displaystyle \alpha \in \Omega ^{k}(S^{n})}, то интеграл Пуассона от неё определяется как послойный интеграл внешнего произведения {\displaystyle p_{S^{n}}^{*}\alpha \wedge \pi _{k}}, где {\displaystyle p_{S^{n}}\colon \Lambda ^{n+1}\times S^{n}\to S^{n}} — проекция на сомножитель. Эти формы, в сущности, являются высшими ядрами Пуассона. Инвариантные формы на однородном пространстве могут быть заданы в одной точке, и взаимно однозначно соответствуют тривиальным подпредставлениям внешней степени соответствующего присоединённого представления группы, относительно которой пространство однородно; в случае вещественного пространства Лобачевского такие формы единственны с точностью до пропорциональности в силу одномерности соответствующего тривиального подпредставления.
В случае комплексного и кватернионного пространств Лобачевского эти подпредставления уже не одномерны, поэтому определить подобным образом какое-либо каноническое преобразование Пуассона не представляется возможным. Это, однако, возможно с учётом более тонкой геометрической структуры на абсолюте: именно, абсолют {\displaystyle S^{2n+1}} комплексного пространства Лобачевского {\displaystyle \Lambda _{\mathbb {C} }^{n+1}} (как и вообще граница всякого комплексного многообразия) имеет КР-структуру, то есть вполне неинтегрируемое распределение (которое, если реализовать сферу {\displaystyle S^{2n+1}} как единичную сферу в пространстве {\displaystyle \mathbb {C} ^{n+1}} можно определить в каждой точке {\displaystyle x\in S^{2n+1}} как максимальное комплексное подпространство, содержащееся в касательном пространстве {\displaystyle T_{x}S^{2n+1}} к сфере). В случае кватернионного пространства Лобачевского аналогичную роль играет так называемая кватернионно-контактная структура. Со всяким вполне неинтегрируемым распределением связан комплекс Рюмина, аналогичный комплексу де Рама гладкого многообразия. Его аналог, который может быть определён чисто в алгебраических терминах теории представлений, называется комплексом Бернштейна — Гельфанда — Гельфанда. В нём имеются естественные операции, родственные элементу Казимира. Дополнительные условия на то, как должно себя вести ядро Пуассона относительно таких операций, позволяют выбрать его однозначно с точностью до пропорциональности.